# Landes et mares de Mesnil-sur-Oger et d'Oger
Landes et mares de Mesnil-sur-Oger et d'Oger este o arie protejată (sit de importanță comunitară — SCI) din Franța întinsă pe o suprafață de 102 ha, integral pe uscat.

## Localizare
Centrul sitului Landes et mares de Mesnil-sur-Oger et d'Oger este situat la coordonatele 48°56′21″N 4°00′33″E / 48.93917°N 4.00917°E.

## Înființare
Situl Landes et mares de Mesnil-sur-Oger et d'Oger a fost declarat arie specială de conservare în baza directivei 92/43 din 1992 referitoare la conservarea habitatelor naturale și a faunei și florei sălbatice pentru a proteja 4 specii de animale.

## Biodiversitate
Situată în ecoregiunea continentală, aria protejată conține 13 habitate naturale: Ape stătătoare oligotrofe până la mezotrofe, cu vegetație de Littorelletea uniflorae și/sau de Isoëto-Nanojuncetea, Ape oligotrofe din câmpii nisipoase, cu un conținut foarte redus de minerale (Littorelletalia uniflorae), Pajiști uscate europene, Pajiști cu Molinia pe soluri calcaroase, turboase sau argilos-nămoloase (Molinion caeruleae), Păduri acidofile de stejar bătrân cu Quercus robur pe câmpii nisipoase, Mlaștini calcaroase cu Cladium mariscus și specii de Caricion davallianae, Păduri de fag Luzulo-Fagetum, Mlaștini turboase de tranziție și turbării mișcătoare, Formațiuni de Juniperus communis pe lande sau pajiști calcaroase, Lacuri eutrofice naturale cu vegetație de tip Magnopotamion sau Hydrocharition, Mlaștini alcaline, Ape puternic oligomezotrofe cu vegetație bentonică cu Chara spp., Lacuri și iazuri distrofice naturale.
La baza desemnării sitului se află mai multe specii protejate:
- amfibieni (1): triton cu creastă (Triturus cristatus)
- mamifere (2): liliac cu urechi mari (Myotis bechsteinii), liliac comun (Myotis myotis)
- nevertebrate (1): libelule (Leucorrhinia pectoralis)

Pe lângă speciile protejate, pe teritoriul sitului au mai fost identificate 11 specii de plante, 3 specii de păsări, 4 specii de amfibieni, 9 specii de mamifere, 8 specii de nevertebrate, 3 specii de reptile.